# Strzeleczki (gmina)
Strzeleczki (niem. Gemeinde Klein Strehlitz) – gmina miejsko-wiejska w województwie opolskim, w powiecie krapkowickim, na ziemi prudnickiej. W latach 1975–1998 gmina położona była w województwie opolskim. W 2006 roku w gminie wprowadzono język niemiecki jako język pomocniczy.
Siedziba gminy to miasto Strzeleczki.
Według danych z 30 czerwca 2004 gminę zamieszkiwało 8015 osób.

## Geografia

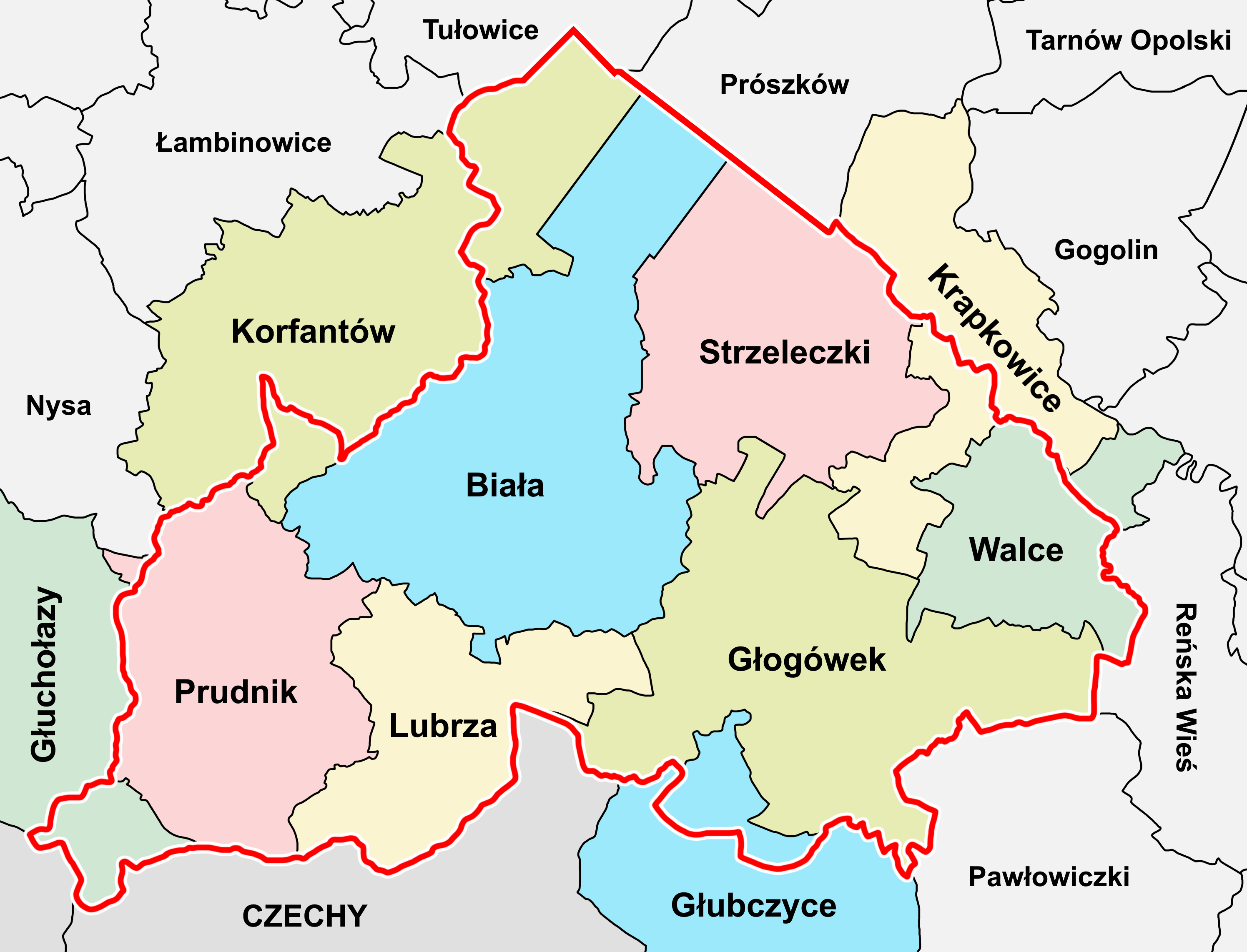
Gmina Strzeleczki w granicach ziemi prudnickiej

Gmina Strzeleczki położona jest w południowo-zachodniej Polsce, przy granicy z Czechami, na terenie Niziny Śląskiej, w regionie historycznym zwanym ziemią prudnicką, na Górnym Śląsku. Według podziału fizycznogeograficznego z 2017 dr. Krzysztofa Badory obszar gminy Strzeleczki znajduje się w granicach mikroregionów: Wysoczyzna Niemodlińska, Dolina Dolnej i Środkowej Białej, Równina Mosznej, Dolina Dolnej Osobłogi.
Na zachodzie gmina Strzeleczki graniczy z gminą Biała, na północy z gminą Prószków, na wschodzie z gminą Krapkowice, na południu z gminą Głogówek.

### Ukształtowanie terenu
W granicach administracyjnych gminy Strzeleczki znajduje się wzniesienie Barania Góra.

### Stosunki wodne

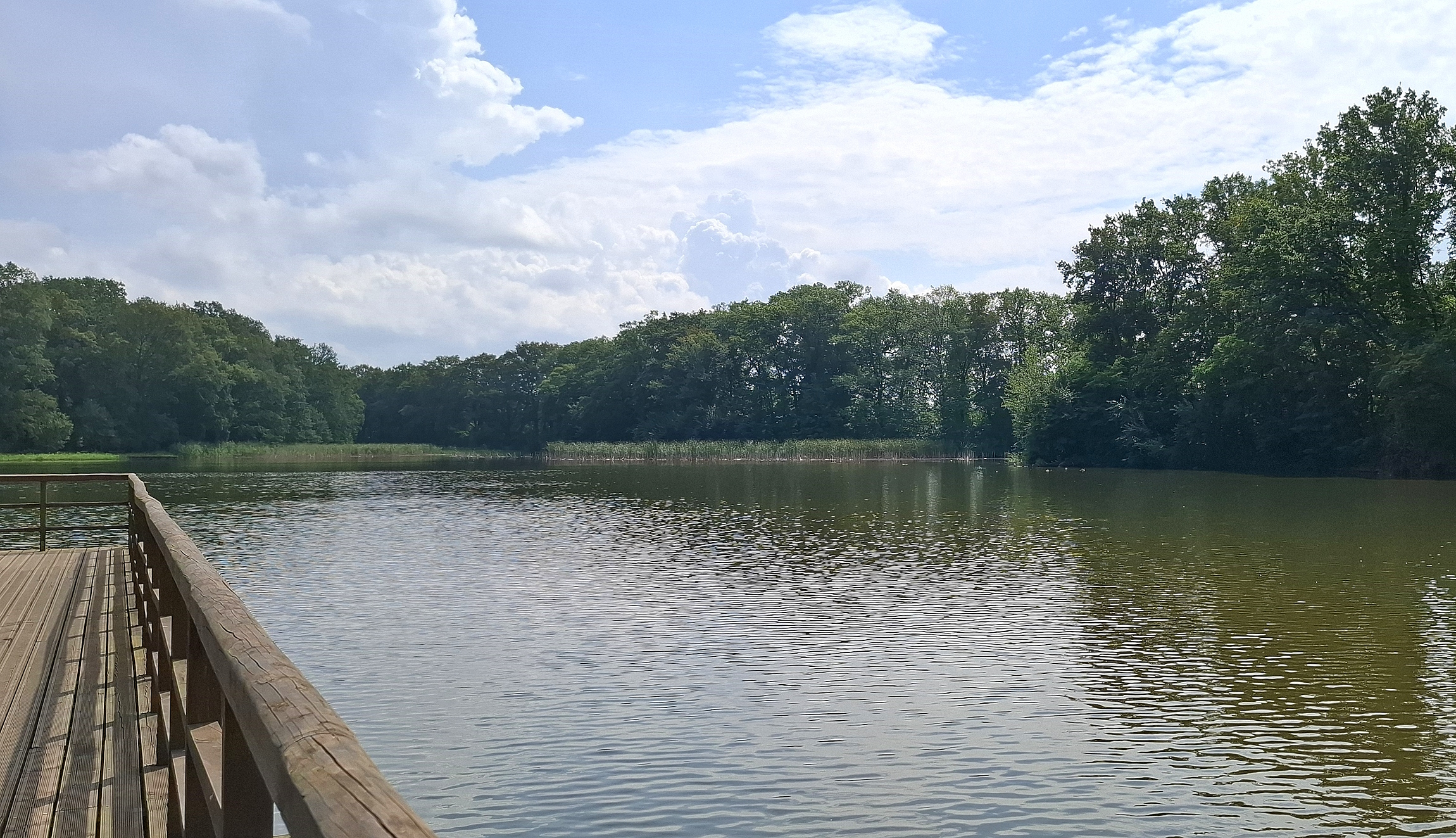
Staw Kałużnik

Przez obszar gminy Strzeleczki przepływają następujące cieki wodne:
- rzeki: Osobłoga, Biała
- potoki: Nowoprudnicki, Prószkówka
- strugi: Brodnia, Gostomka, Młynówka, Moszenna
- rów: Rzymkowicka Struga

Na terytorium gminy położony jest także saw Kałużnik.

### Pokrycie terenu
Na terytorium gminy Strzeleczki znajdują się następujące formy pokrycia terenu:
- lasy: Bory Niemodlińskie, Kiernik, Końskie Doły, Las Popielowski, Mosieński Las, Popowiec
- łąki: Gaj, Jutra, Munitko, Ogon

### Ochrona przyrody
Północna część gminy Strzeleczki należy do Obszaru Chronionego Krajobrazu Bory Niemodlińskie. W gminie Strzeleczki znajduje się 9 pomników przyrody. Jej obszar znajduje się w granicach Nadleśnictwa Prószków.

## Struktura powierzchni
Według danych z roku 2002 gmina Strzeleczki ma obszar 117,26 km², w tym:
- użytki rolne: 58%
- użytki leśne: 34%

Gmina stanowi 26,51% powierzchni powiatu.

## Historia

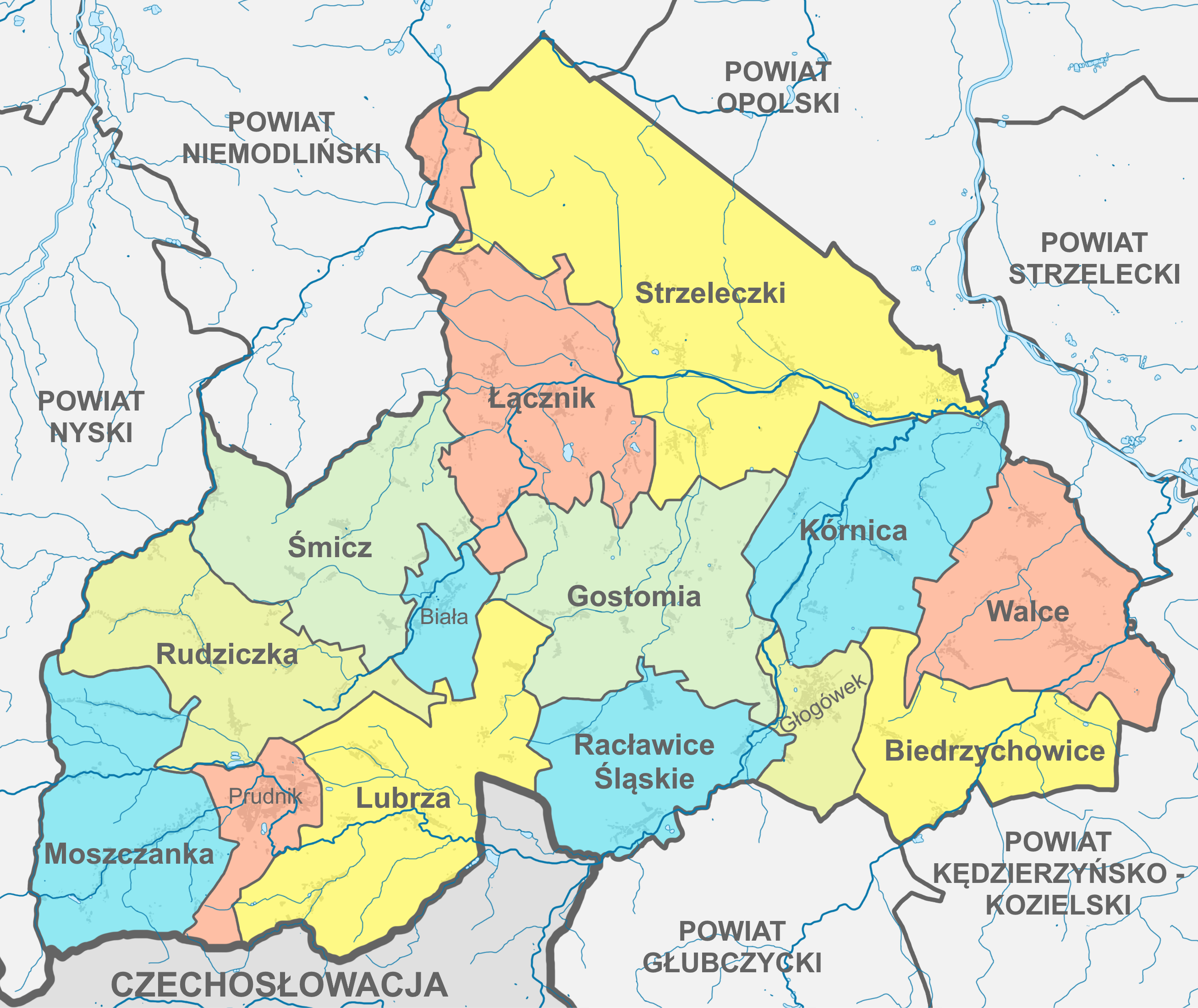
Gmina Strzeleczki w powiecie prudnickim

Gmina zbiorowa Strzeleczki powstała po II wojnie światowej (w grudniu 1945) w powiecie prudnickim na terenie tzw. Ziem Odzyskanych (tzw. I okręg administracyjny – Śląsk Opolski), powierzonym 18 marca 1945 administracji wojewody śląskiego, a z dniem 28 czerwca 1946 przyłączonym do województwa śląskiego (śląsko-dąbrowskiego). 6 lipca 1950 zmieniono nazwę województwa śląskiego na katowickie; równocześnie gmina Strzeleczki wraz z całym powiatem prudnickim weszła w skład nowo utworzonego województwa opolskiego.
Według stanu z 1 lipca 1952 gmina składała się z 9 gromad: Dobra, Dziedzice, Kujawy, Racławiczki, Smolarnia, Steblów, Strzeleczki, Ścigów i Zielina. Gmina została zniesiona 29 września 1954 wraz z reformą wprowadzającą gromady w miejsce gmin.
Jednostkę reaktywowano 1 stycznia 1973 w powiecie krapkowickim w województwie opolskim. W skład gminy weszły obszary 13 sołectw: Dobra, Dziedzice, Komorniki, Kujawy, Łowkowice, Moszna, Pisarzowice, Racławiczki, Smolarnia, Strzeleczki, Ścigów, Wawrzyńcowice i Zielina. 1 czerwca 1975 gmina weszła w skład nowo utworzonego (mniejszego) województwa opolskiego.

## Demografia
Dane z 30 czerwca 2004:
| Opis                              | Ogółem | Ogółem | Kobiety | Kobiety | Mężczyźni | Mężczyźni |
| --------------------------------- | ------ | ------ | ------- | ------- | --------- | --------- |
| jednostka                         | osób   | %      | osób    | %       | osób      | %         |
| populacja                         | 8015   | 100    | 4177    | 52,1    | 3838      | 47,9      |
| gęstość zaludnienia (mieszk./km²) | 68,4   | 68,4   | 35,6    | 35,6    | 32,7      | 32,7      |

Według spisu z 2011 roku w gminie 32,9% mieszkańców zadeklarowało narodowość niemiecką - to największa procentowo liczba osób deklarujących się jako Niemcy w Polsce.
Według spisu z 2021 roku w gminie 29,45% mieszkańców zadeklarowało narodowość niemiecką, narodowość śląską zadeklarowało 18,46%, natomiast ukraińską - 0,14%, wśród 0,16% mieszkańców narodowość pozostaje nieustalona.

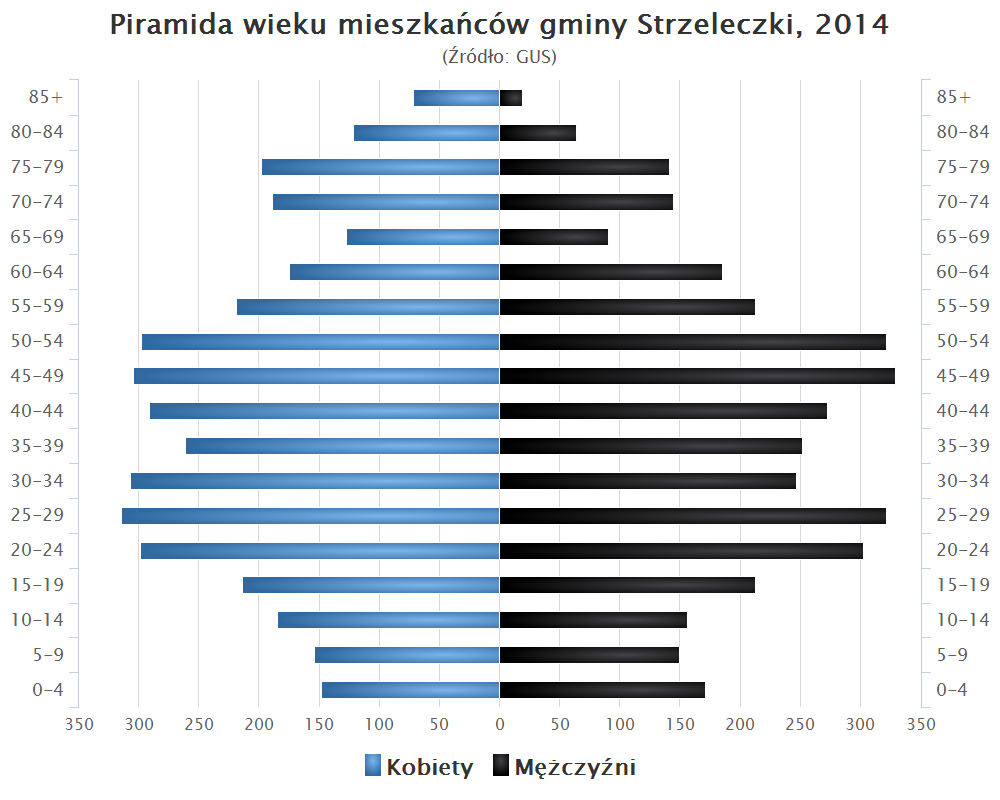
Piramida wieku mieszkańców gminy Strzeleczki w 2014 roku

## Polityka
Siedzibą władz jest Urząd Miejski w Strzeleczkach na Rynku.

### Wybory i referenda
W referendum w 2003 mieszkańcy gminy Strzeleczki opowiedzieli się za przystąpieniem Polski do Unii Europejskiej.
W wyborach parlamentarnych do Sejmu w 2005, 2007, 2011, 2015, 2019 w gminie wygrała Mniejszość Niemiecka. W 2023 w gminie wygrała Koalicja Obywatelska.
W wyborach prezydenckich w 2005 mieszkańcy gminy Strzeleczki opowiedzieli się za Donaldem Tuskiem, w 2010 i 2015 za Bronisławem Komorowskim, w 2020 i 2025 za Rafałem Trzaskowskim.

## Sołectwa
Dobra (z przysiółkiem Nowy Bud), Dziedzice, Komorniki (z przysiółkiem Nowy Młyn), Kujawy, Łowkowice, Moszna (z przysiółkiem Urszulanowice), Pisarzowice (z przysiółkiem Buława (inna nazwa: Pulów)), Racławiczki, Smolarnia (z przysiółkiem Serwitut (inna nazwa: Skarczów)), Strzeleczki (z przysiółkiem Zbychowice), Ścigów (z przysiółkiem Kopalina), Wawrzyńcowice, Zielina

## Bezpieczeństwo
Gmina położona jest w strefie nadgranicznej w związku z czym Straż Graniczna dysponuje, na tym obszarze, specjalnymi kompetencjami w zakresie bezpieczeństwa. Gminę Strzeleczki obejmuje zasięgiem służbowym placówka Straży Granicznej w Opolu ze Śląskiego Oddziału SG.

## Sąsiednie gminy
Biała, Głogówek, Gogolin, Krapkowice, Prószków